# Mezőnagymihály
Mezőnagymihály è un comune dell'Ungheria di 1.203 abitanti (dati 2001) . È situato nella contea di Borsod-Abaúj-Zemplén.